# Im Heiligen Land
Im Heiligen Land, auch bekannt unter dem deutschen Kinotitel Die Wallfahrt eines Herzens (Jerusalem, II. Teil), ist ein schwedischer Stummfilm aus dem Jahre 1926. Regie bei diesem abschließenden Teil einer opulenten, vierteiligen Filmsaga (1918 bis 1926) nach einer Romanvorlage von Selma Lagerlöf führte Gustaf Molander.

## Handlung
Die auswanderungswilligen Schweden aus Dalarna haben nach einer, langen, mühseligen Anreise endlich das Ziel ihrer Träume erreicht: Jerusalem. Doch viele kommen mit dem dort herrschenden, heißen Klima nicht zurecht, und die Einheimischen zeigen sich oft alles andere als gastfreundlich. Während Ingmar mit seiner Barbro in Schweden geblieben ist, quälen ihn die Gewissensbisse. Er weiß, dass er sich Gertrud gegenüber nicht anständig verhalten und sie aus nicht gerade ehrbaren Motiven fallen gelassen hat. Er entschließt sich, nach Jerusalem zu reisen.
Seine Ankunft in Jerusalem ist bitter nötig, verharren die Auswanderer vor Ort bereits in Lethargie. Ingmar macht ihnen klar, dass sie hier genauso die Böden bestellen müssen, um ihr Leben auf eigene Beine zu stellen, wie sie es zuvor in Schweden gemacht haben. Ein Ruck geht jetzt durch die schwedische Gemeinde. Und schließlich bringt Ingmar auch noch Gertrud mit einem weiteren Neubürger Jerusalems zusammen, dem Landsmann Gabriel Mattsson. Dann kehrt er zu seiner Barbro zurück, die ihm bald einen Stammhalter gebärt.

## Produktionsnotizen
Der gleich im Anschluss von Die Erde ruft 1925 gedrehte Film erlebte am 1. Februar 1926 seine Welturaufführung. Die Dreharbeiten fanden u. a. im britischen Mandatsgebiet Palästina, in Jaffa und Jerusalem, statt. Die Filmbauten entwarf wiederum Vilhelm Bryde.

## Kritiken
In Reclams Filmführer heißt es zu „Im Heiligen Land“: „An die Stelle der schwedischen Landschaft tritt hier der exotische Reiz ferner Länder. Molander hat in Jerusalem gedreht und das fremde Milieu geschickt als Kontrast genutzt. Trotzdem erreicht er nicht die Kraft und Intensität Victor Sjöströms.“
Kay Wenigers Das große Personenlexikon des Films schrieb in Molanders Biografie: „Wie schon Sjöström bezog auch Molander die Landschaft als zentralen Teil der Geschichte, als unverzichtbares, dramatisches Element in die Handlung mit ein“.